# Johannes Cesaris
Johannes Cesaris va ser un compositor i clergue francès de finals de l'Edat Mitjana.

## Vida i obra
No se sap gaire cosa sobre la vida de Johannes Cesaris, a part dels anys en què va estar actiu a Bourges. Apareix esmentat per primera vegada en un rotlle de documents de l'octubre de 1394, que l'arquebisbe de Bourges va enviar a Avinyó a l'antipapa Benet XIII (1394–1423); aquí, Cesaris és nomenat com a clergue de la diòcesi de Thérouanne. Amb aquesta sol·licitud, va sol·licitar un benefici a la col·legiata de Beata Maria a Harelbeke, Flandes Occidental. Com a confident del bisbe, Cesaris podria haver entrat en contacte amb la cort del duc Jean de Berry (1340–1416), que havia fundat recentment una Sainte-Chapelle a Bourges. Aquesta fundació va sorgir evidentment en competència amb altres capelles reials i principesques, inclosa la Sainte-Chapelle de París, i Jean de Berry va poder reclutar músics destacats de l'època per a la seva capella, inclosos membres de la capella borgonyona i la capella privada del Papa a Avinyó. Cesaris va servir en aquesta capella del palau ducal de Bourges del 1406 al 1409 i va ser col·lega de Pierre Fontaine, Mathieu Paullet i Guillaume Legrant. Va ocupar els càrrecs de capellà, organista i professor dels nens de cor (enfants d'aube), als quals ensenyava cant i contrapunt i del benestar material dels quals era responsable. El seu successor en aquest càrrec va ser el compositor Nicholas Grenon.
Se sap poca cosa sobre la vida posterior de Johannes Cesaris després de la seva partida de Bourges. Hi ha proves que va servir com a organista a la catedral d'Angers el 1417.

## Importància
De les obres de Johannes Cesaris, s'ha conservat un motet, dues balades i cinc rondós; un altre rondó de la mateixa font és més probablement del compositor contemporani Passet. Estilísticament, les composicions supervivents són, d'una banda, del tipus Ars subtilior practicat a Avinyó a la dècada de 1390, i són més manierísticament complicades; d'altra banda, pertanyen a l'estil vocal relativament simple de principis del segle XV, tal com es va desenvolupar a les corts de França i Borgonya. El motet "A virtutis ignitio / Ergo beata / Benedicta filia", amb tres textos cantats simultàniament, isorítmic en totes les seves parts. El rondó "A l'aventure va Gauvain" mostra l'estil d'una generació posterior i potser només va ser escrit després de 1417. La balada "Le dieux d'amours" va ser copiada al famós Còdex Chantilly, un manuscrit il·lustrat que és la font principal del repertori d'Avinyó de l'Ars subtilior.

## Obres
- Motete „A virtutis ignitio“ / „Ergo, beata nascio“ / „Benedicta filia tua a Domino“ a quatre veus
- Balada „Bonté, biaulté“ a tres veus
- Balada „Le dieus d’amours, sires de vrais amans“ a tres veus
- Rondó „A l’aventure va Gauvain“ a tres veus
- Rondó „Je ris, je chante, je m’esbas“ a tres veus
- Rondó „Mon seul voloir, ma souveraine joye“ / „Certes m’amour, c’est ma vye“ a tres veus
- Rondó „Pour la douleur, l’annoy, le grief martire“ / „Qui dolente n’aura veu en sa vie“ a dos veus
- Rondó „Se par plour ou par dueil mener“ a tres veus
- Rondó zweifelhafter Autorschaft „Se vous scaviés, ma tres douce maistresse“ a tres veus, presumiblement per Passet